# Guéblange-lès-Dieuze
Guéblange-lès-Dieuze är en kommun i departementet Moselle i regionen Grand Est (tidigare regionen Lorraine) i nordöstra Frankrike. Kommunen ligger i kantonen Dieuze som tillhör arrondissementet Château-Salins. År 2022 hade Guéblange-lès-Dieuze 148 invånare.

## Befolkningsutveckling
Antalet invånare i kommunen Guéblange-lès-Dieuze
| Referens: INSEE |